# Каяццо
Каяццо (італ. Caiazzo) — муніципалітет в Італії, у регіоні Кампанія,  провінція Казерта.
Каяццо розташоване на відстані близько 180 км на південний схід від Рима, 45 км на північ від Неаполя, 14 км на північ від Казерти.
Населення — 5577 осіб (2014).
Щорічний фестиваль відбувається 29 жовтня. Покровитель — святий Степан Minicillo.

## Демографія
Населення за роками:

Станом на 1 січня 2023 року в муніципалітеті офіційно проживали 182 іноземці з 25 країн, серед них 50 громадян країн Євросоюзу та 26 громадян України.

## Сусідні муніципалітети
- Альвіньяно
- Кастель-Кампаньяно
- Кастель-ді-Сассо
- Кастель-Морроне
- Лібері
- Ліматола
- П'яна-ді-Монте-Верна
- Рув'яно